# Pellionia retrohispida
Pellionia retrohispida är en nässelväxtart som beskrevs av Wen Tsai Wang. Pellionia retrohispida ingår i släktet Pellionia och familjen nässelväxter. Inga underarter finns listade i Catalogue of Life.